# Dilmuns gravhögar
Dilmuns gravhögar (arabiska: مدافن دلمون) är ett  Unesco världsarv av nekropoler på Bahrains huvudö som tros härstamma från Dilmun och Umm an-Nar kulturerna. De ligger på stenig mark ovanför de bördiga områdena på norra delen av ön.
Bahrain hade tidigare stora områden med begravningsplatser och på 1950-talet uppskattades antalet gravhögar till omkring 100 000. Många av dem var bara 1,5 meter höga men några, som var byggda av sten och koraller, var upp till 12 meter höga. En stor del av gravhögarna har raserats för att skaffa bostäder till landets snabbt växande befolkning.

Gravarna är från olika perioder och varierar i både storlek och utformning. Världsarvet omfattar 21 arkeologiska områden skapade mellan 2 200 f.Kr. och 1 750 f.Kr. Sex av dem är begravningsplatser med allt från ett tjugotal till flera tusen gravhögar, totalt cirka 11 800 gravar som ursprungligen var låga runda torn. Resten utgörs av totalt 17 kungliga gravar, byggda som ziqqurater i två våningar. De ligger i och omkring staden A'ali.

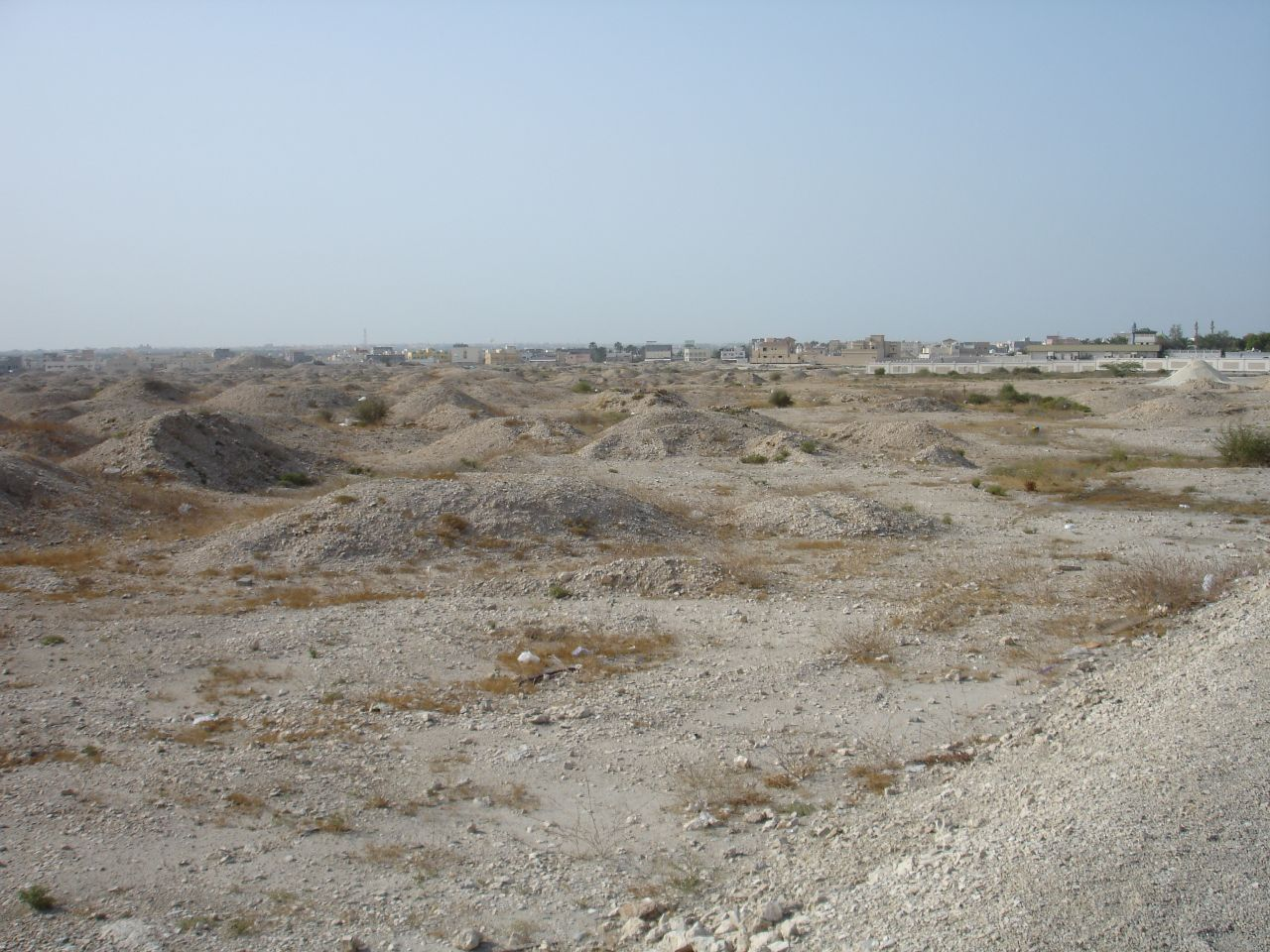
Gravhögar i A'ali.

Några av gravhögarna är byggda för mer än en person. De består vanligen av en central gravkammare som sitter ihop med en eller flera mindre kamrar och kan bara identifieras genom utgrävningar.

## Utgrävningar
De första kända utgrävningarna gjordes i februari 1889 av den  brittiske upptäcktsresande Theodore Bent och hans fru Mabel Bent. Den pågick i två veckor och fynden finns nu på British Museum i London.
Peter B. Cornwall, en forskare från Harvard University, undersökte ett tjugotal gravhögar mellan 1940 och 1941. Fynden, som bestod av gravgåvor samt skelettdelar från minst 35 individer, deponerades på Phoebe A. Hearst Museum of Anthropology på University of California i Berkeley år 1945. Cornwall var den första som delade upp gravhögarna i olika typer. Han beskrev de äldsta som små, kompakta stenhögar och de senare som större gravhögar täckta av sand och grus.
På 1950-talet utförde den danska arkeologen P.V. Glob från nuvarande Moesgård Museum utgrävningar i området och forskare från museet har sedan dess regelbundet deltagit i utgrävningar och karteringar.

## Galleri

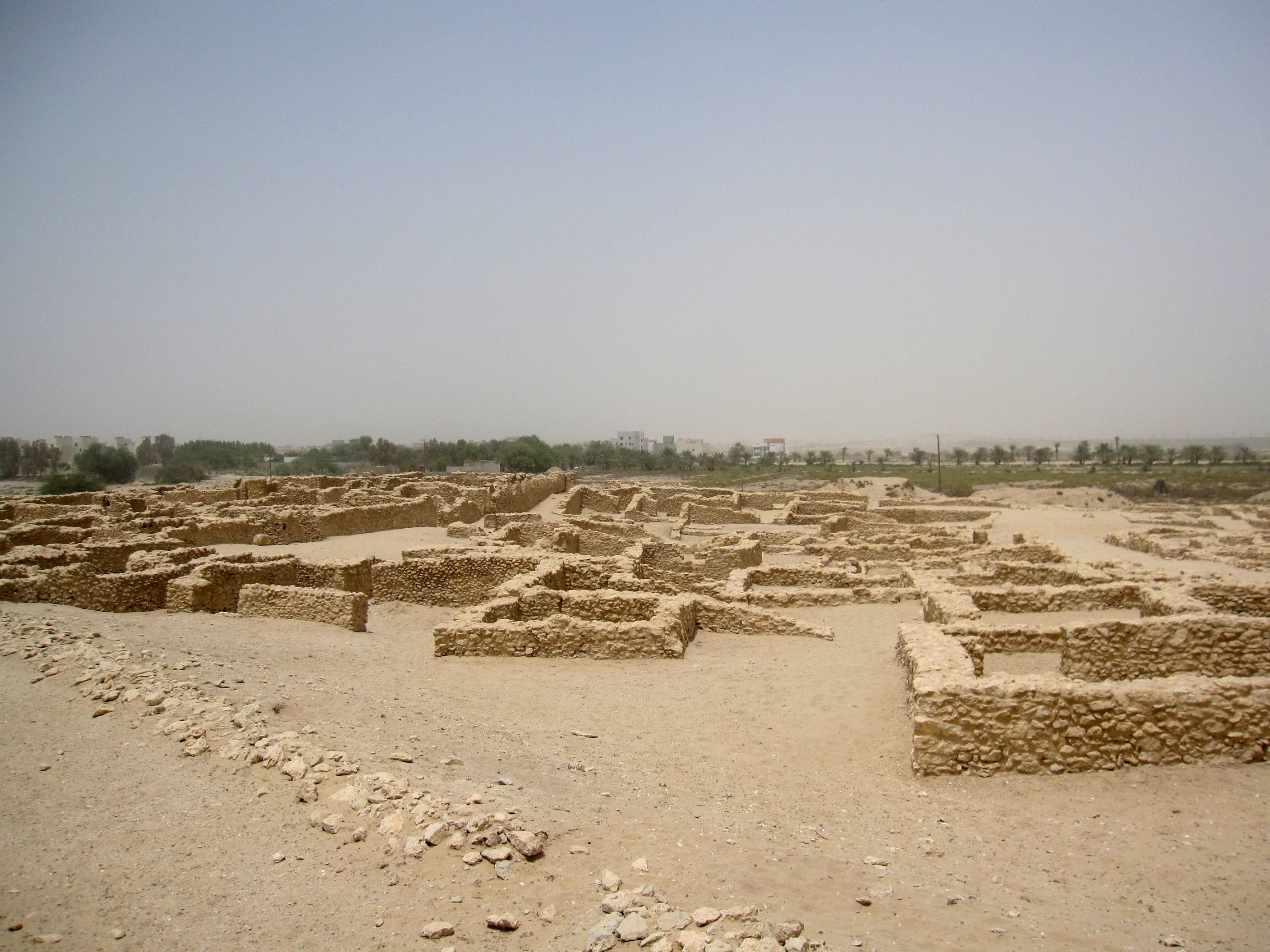
Gravar vid Suur.
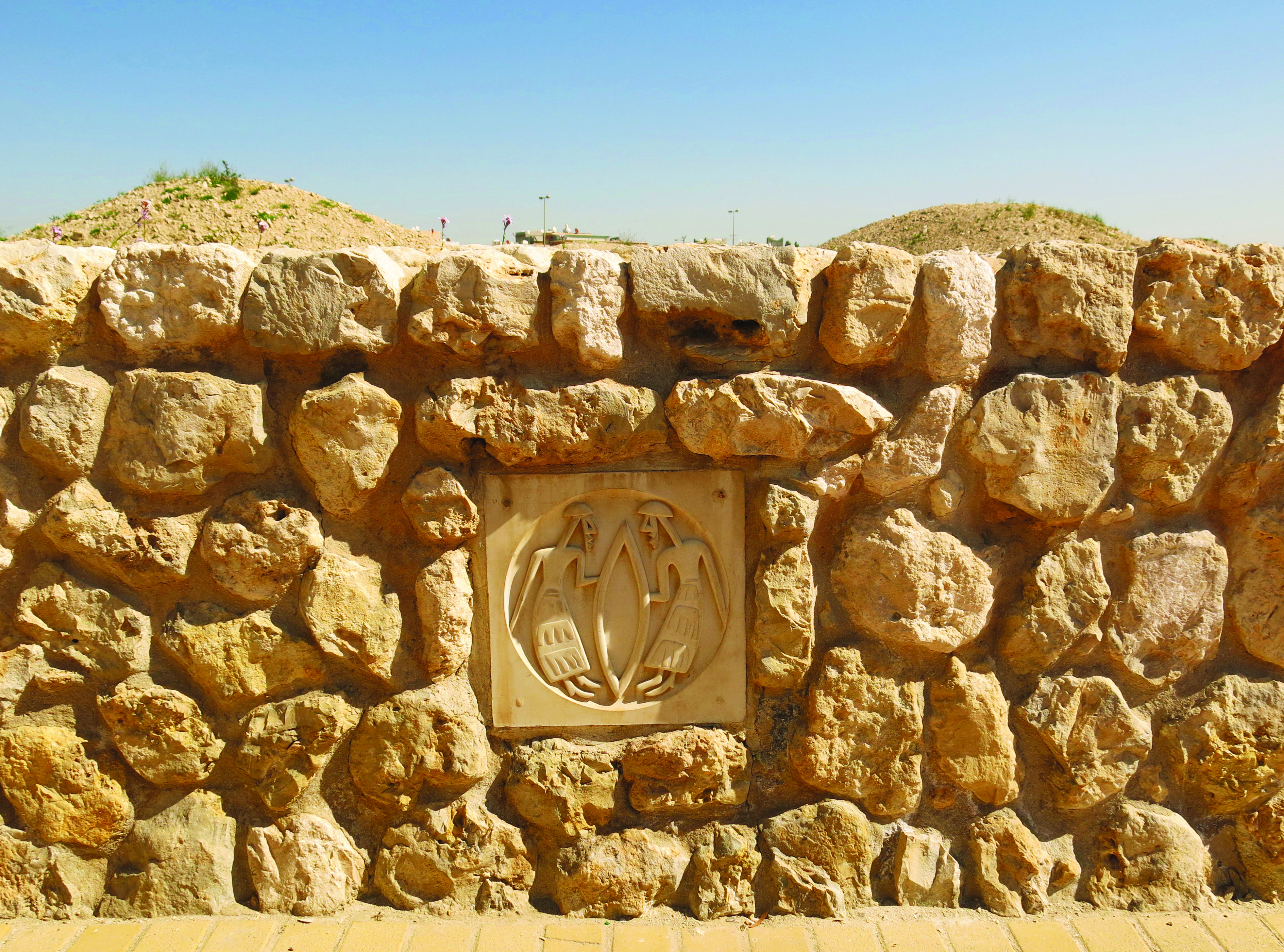
Mur vid begravningsplatsen Madinat Hamad 2.
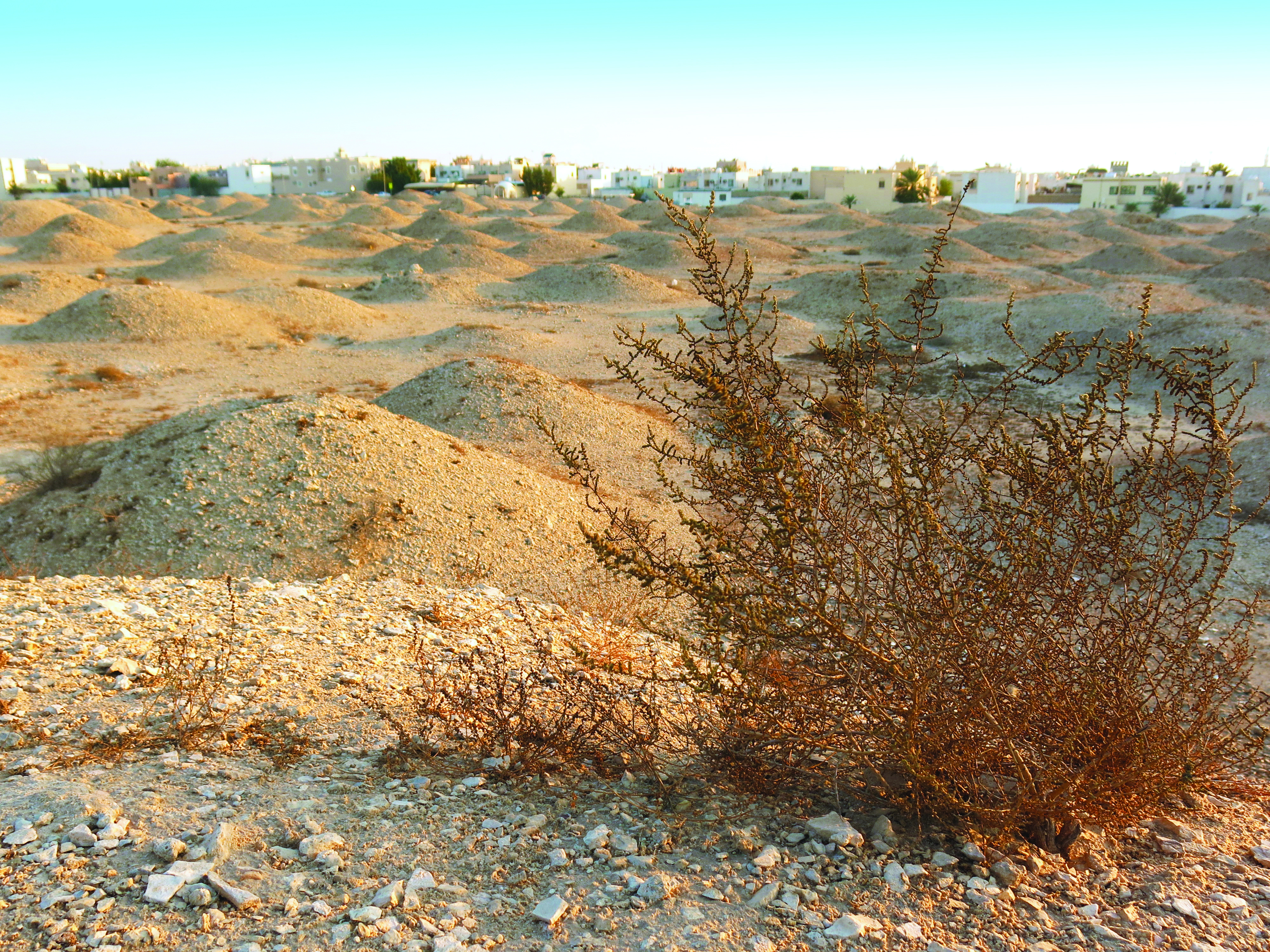
Begravningsplatsen Madinat Hamad 1.